# Next (película)
Next (conocida como El vidente en Hispanoamérica) es una película estadounidense de ciencia ficción y acción de 2007 dirigida por Lee Tamahori y protagonizada por Nicolas Cage, Julianne Moore y Jessica Biel. Está basada en la historia corta El hombre dorado (The Golden Man, 1954), publicado también como The God Who Runs, de Philip K. Dick.
Su argumento trata sobre las premoniciones de un hombre que tiene la habilidad de ver lo que va a pasar dentro de los dos minutos siguientes.

## Argumento
Cris Johnson (Nicolas Cage), un mago que trabaja en un sórdido club de Las Vegas con el pseudónimo de Frank Cadillac, tiene la capacidad de ver su propio futuro, siempre y cuando solo le afecte a él y no sean más de dos minutos. Dado que su trabajo no está muy bien pagado se dedica a jugar en los casinos, no apostando demasiado para no llamar la atención, de ese modo siempre puede volver a jugar. Un buen día en el casino tiene una visión de un hombre a punto de disparar. Lo detiene pero lo acusan a él por tener el arma en la mano y se ve obligado a escapar del casino robando un coche.
Por otro lado, las autoridades andan ocupadas en la búsqueda de una posible bomba nuclear robada que podría haber entrado en los Estados Unidos. La agente antiterrorista Callie Ferris (Julianne Moore) llevaba un tiempo siguiendo a Cris, ya que sospechaba que él tenía una capacidad innata de adelantarse a los hechos. Esto es porque se da cuenta de que Cris muestra un patrón de anticipación perceptiva estadísticamente imposible. De ese modo Callie, siendo una de las mayores responsables en la búsqueda del arma nuclear, tendrá como prioridad encontrar a Cris para que le ayude a erradicar la amenaza de una explosión usando su inusual capacidad.
Cris lleva un tiempo teniendo unas visiones que parecen ser muy por delante de los clásicos dos minutos que él acostumbra a ver. En esa visión él se encuentra en un bar y a las 8:09 exactamente entra por la puerta una hermosa mujer. Por ello, Cris llevaba pasándose por ese bar a esa misma hora múltiples veces hasta que, por fin, ella aparece. Cris y ella se conocen, la mujer se llama Elizabeth Cooper (Jessica Biel). Dado que en principio ambos van en la misma dirección, Liz le invita a llevarle en su coche. Ambos se quedan a dormir a mitad de camino en un motel, durmiendo él fuera, en el coche, pues en la habitación sólo había una cama.
Mientras tanto, tanto el equipo de Callie como los terroristas (siguiendo al equipo de Callie) van detrás de las pistas que va dejando Cris hasta llegar al motel donde se habían alojado. Cuando se despiertan, Liz y Cris hacen el amor. Luego, mientras hacía unas compras, Liz es interrogada por Callie y le dan una idea equivocada de quién es Cris para intentar que ella les ayude a atraparle. Sin embargo, Liz no les cree y acaba contándole a Cris lo que ha ocurrido, por lo que él le cuenta su secreto. Cris le da instrucciones específicas a Liz para ayudarle a escapar. El plan no sale muy bien, ya que Cris es capturado por la agente Callie y Liz es capturada por los terroristas para usarla como cebo.
La agente Callie obliga a Cris a observar el futuro. Quiere que él le diga dónde será detonada la bomba, para así anticiparse. Averigua dónde van a asesinar a Liz, por lo que acaba escapando hacia ese lugar para poder ayudarla. Callie va tras él. Al encontrarlo acuerdan ayudarse mutuamente: Cris les ayuda a descubrir dónde está la bomba y Callie le ayuda a rescatar a Liz.
Cris mira al futuro y encuentra la matrícula de la furgoneta donde llevan a Liz por lo que van al lugar donde aquella se encuentra y, por tanto, los terroristas (y puede que la bomba). Organizan un equipo de asalto con Callie de comandante, pero siendo Cris el que da las instrucciones por ser quien ve el futuro.
Después de abatir a bastantes terroristas acaban por matar al jefe de estos y salvar a Liz. Sin embargo descubren que la bomba nuclear no se encuentra allí y a los pocos minutos detona oculta en un lugar a no muchos kilómetros, destruyendo toda la ciudad y matando a todos.
Cris se despierta en la habitación del motel descubriendo que aun es la mañana antes de ser capturado por Callie y todo lo que ha sucedido después de hacer el amor con Liz es una "súper premonición", ya que estando junto a Liz, su habilidad parece potenciarse.
Consciente de lo que ocurrirá en el futuro, Cris sale del motel y se dirige directamente hacia Callie diciéndole que la ayudará a encontrar la bomba, con la condición de dejar al margen a Liz, por lo que tras despedirse de ella se une a los agentes para detener a los terroristas ya que ahora comprende que el futuro no es inmutable.

## Elenco
- Nicolas Cage como Cris Johnson.
- Julianne Moore como Callie Ferris.
- Jessica Biel como Liz.
- Thomas Kretschmann como el Señor Smith.
- Tory Kittles como Cavanaugh.
- Peter Falk como Irv.
- Jim Beaver como Wisdom.
- Enzo Cilenti como el señor Jones.
- Jason Butler Harner como Jeff Baines
- José Zúñiga como el Jefe de Seguridad Royal